# Bourg-Charente
Bourg-Charente – miejscowość i gmina we Francji, w regionie Nowa Akwitania, w departamencie Charente.
Według danych na rok 1990 gminę zamieszkiwały 722 osoby, a gęstość zaludnienia wynosiła 60 osób/km² (wśród 1467 gmin regionu Poitou-Charentes Bourg-Charente plasuje się na 420. miejscu pod względem liczby ludności, natomiast pod względem powierzchni na miejscu 727.).